# Lijevo Sredičko
Lijevo Sredičko is een plaats in de gemeente Pisarovina in de Kroatische provincie Zagreb. De plaats telt 174 inwoners (2001).